# Cerro Grande do Sul
Cerro Grande do Sul é um município brasileiro do estado do Rio Grande do Sul.

## História
- Fundação: 12 de maio de 1988

## Geografia

### Localização
O município de Cerro Grande Sul está localizado nas Serras de Sudeste, no estado do Rio Grande do Sul, a 117 km de Porto Alegre nas coordenadas. de 51° 30’ E e 52° 00’ W, com uma área total de 324,8 km². A sede do município situa-se a uma altitude de 60 m acima do nível do mar; porém, o relevo da região é bastante variável, alcançando em alguns locais a altitude de aproximadamente 400 m ou mais. A distância de Cerro Grande do Sul à BR-116 é de aproximadamente 20 km de estrada não asfaltada, sendo um fator importante para o escoamento da produção.
É um município que faz parte da bacia hidrográfica do rio Camaquã.

### Rodovias
- BR-116
- RS-715